# Dunstable (Massachusetts)
Dunstable é uma vila localizada no condado de Middlesex no estado estadounidense de Massachusetts. No Censo de 2010 tinha uma população de 3.179 habitantes e uma densidade populacional de 73,24 pessoas por km².

## Geografia
Dunstable encontra-se localizado nas coordenadas 42° 40′ 34″ N, 71° 30′ 02″ O. Segundo o Departamento do Censo dos Estados Unidos, Dunstable tem uma superfície total de 43.41 km², da qual 42.62 km² correspondem a terra firme e (1.81%) 0.78 km² é água.

## Demografia
Segundo o censo de 2010, tinha 3.179 pessoas residindo em Dunstable. A densidade populacional era de 73,24 hab./km². Dos 3.179 habitantes, Dunstable estava composto pelo 95.34% brancos, o 0.22% eram afroamericanos, o 0.09% eram amerindios, o 3.08% eram asiáticos, o 0.13% eram insulares do Pacífico, o 0% eram de outras raças e o 1.13% pertenciam a duas ou mais raças. Do total da população o 1.38% eram hispanos ou latinos de qualquer raça.